# شاهين والسينما الجزائرية
شاهين والسينما الجزائرية فيلم وثائقي للمخرج الجزائري سليم عقار  حيث تطرق ليوسف شاهين ودوره في السينما الجزائرية  وفاز الفيلم بجائزة النخلة الذهبية التي تمنحها الجمعيات العربية للسينما لـ مهرجان الاسكندرية السينمائي لدول البحر المتوسط عام 2017م 

## تصوير الفيلم
تم تصوير جزء كبير من الفيلم في حياة المخرج يوسف شاهين، حيث يتضمن حوارا أجراه المخرج مع شاهين خلال إحدى زياراته للجزائر بالإضافة إلى مشاهد من أفلام شاهين التي شاركت الجزائر في إنتاجها ومنها العصفور وعودة الابن الضال ، كما تتحدث بالعمل المخرجة ماريان خوري والمخرج الجزائري أحمد راشدي والناقد الكبير على أبوشادي.